# 全権委任法

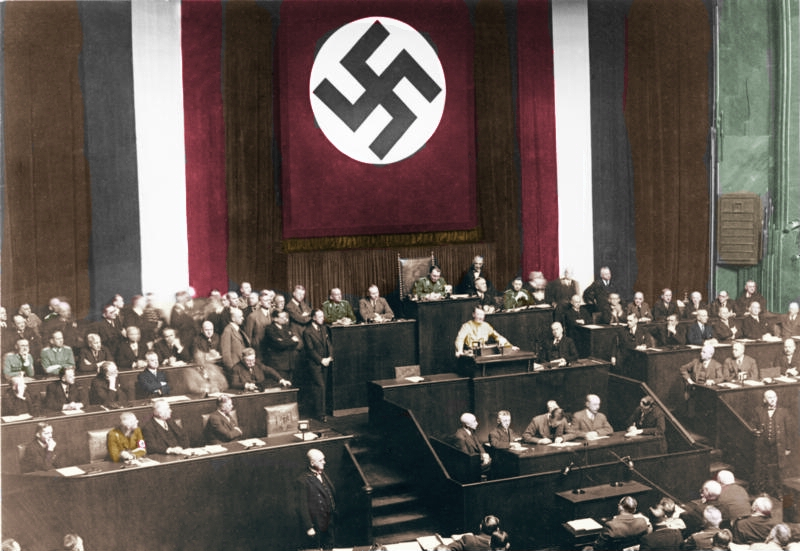
1933年3月23日、議場で全権委任法への賛成を要求するアドルフ・ヒトラー

全権委任法（ぜんけんいにんほう、正式名称:独: Gesetz zur Behebung der Not von Volk und Reich）、日本語訳では民族および国家の危難を除去するための法律（みんぞくおよびこっかのきなんをじょきょするためのほうりつ）、または、国民および国家の苦境除去のための法（こくみんおよびこっかのくきょうじょきょのためのほう）は、ヴァイマル共和政下のドイツ国において1933年3月23日に制定された法律。
国民社会主義ドイツ労働者党（ナチ党）による事実上の一党独裁制の確立へと進む中、アドルフ・ヒトラー首相が率いる政府に、ヴァイマル憲法に拘束されない無制限の立法権を授権した。この法律は立法府が行政府に立法権を含む一定の権利を認める授権法の一種であり、単に「授権法」と呼ぶこともある。

## 経緯

### 前史
ドイツにおいて政府に対して広範な権限を付与する授権法は、帝政下の1914年の第一次世界大戦勃発にあたって制定されたものが始まりである。1918年の敗戦後の帝政崩壊を経たヴァイマル共和政期でも不安定な政情に対応するため、1923年に首相兼外相であったグスタフ・シュトレーゼマンによって国会で全権委任法（授権法）が制定された。その際の授権法は経済と財政に限り国会の審議を経ず、首相自らが法律を制定できる時限立法であり、その権限は限定されていた。同年に再度授権法が制定され、その年は計2度制定された。1931年の関税法も政府に命令権限を認める点で一種の授権法であった。しかし、この際も授権の範囲は限定されたものであり、国会（ライヒスターク）への報告が義務づけられたうえに国会による政府措置の破棄も可能であった。
戦間期の世界恐慌後、深刻な不況・失業率の急増に対して対応できない議会に対し不信が高まっていた。ヒンデンブルク大統領は議会を重視せず、国家緊急権である大統領緊急命令（ヴァイマル憲法第48条）を多用することで政治運営を図った。1931年には発令された緊急命令の数が国会採択を上回り、1932年には60発令に対し、議会での立法はわずか5に留まっている。こうした権威主義体制は、議会制民主主義に失望する大衆の支持を集めていった。これらのことは、既に全権委任法以前から反議会主義的な世論が形成されていたことを示している。

### ヒトラー内閣
ヒトラーは政権を握った際、自らに独裁権を与えることを主張していた。1932年7月の選挙で国民社会主義ドイツ労働者党（通称：ナチ党）は第一党となり、国防相であったクルト・フォン・シュライヒャーがパーペン内閣への協力を要求した。この時、ヒトラーは自らの首相就任と全権委任法の成立を要求している。しかしこの時は妥協が成立しなかった。
1933年1月30日に成立したヒトラー内閣最初の閣議でも、一定の授権法制定が議題となった。その後ヒトラーはまもなく国会を解散し、4年間の政権委任を訴える選挙キャンペーンを行った。この選挙中の2月27日にドイツ国会議事堂放火事件が発生した。ヒトラーは大統領に要請し、「共産主義暴動の発生に対応するため」として、「ドイツ国民と国家を保護するための大統領令」と「ドイツ民族への裏切りと反逆的策動に対する大統領令（de:Verordnung des Reichspräsidenten gegen Verrat am Deutschen Volke und hochverräterische Umtriebe）」の2緊急命令を布告させた。ヒトラー政府はこの二つの大統領緊急命令の権限で、国会議員を含む多数の共産党員・社会民主党員を逮捕・予防拘禁した。また州政府への命令権限を利用し、州政府を次々に掌握していった。選挙の結果、ナチスは288議席、連立を組む国家人民党は52議席を獲得し、過半数を獲得した。全権委任法制定を待つまでもなく、ナチ党はこの段階でほとんど絶対的な権力を手にしていた。
3月7日の閣議でヒトラーは、憲法の範囲を超える全権委任法の制定への意志を表明した。ヒトラーは国会での採択に自信を見せ、「共産党の議員が国会に現れることはないであろう」「彼らはあらかじめ拘禁されてしまっているのだから」と続けた。3月15日の閣議では、ナチ党員の内務大臣ヴィルヘルム・フリックから法案を内示し、3月20日には最終案を提示した。副首相フランツ・フォン・パーペン、経済大臣アルフレート・フーゲンベルクは国民会議による憲法制定条項を追加することで、ナチ党の権限を制約しようとしたが、国会議長ヘルマン・ゲーリングによって簡単に一蹴された。こうして閣議は全員一致で全権委任法に賛成し、次の国会に提出することが決定された。
この間、各州の地方政府ではナチ党によるクーデターが相次ぎ、次々にナチ党の支配下に落ちていった。3月9日には最後まで抵抗したバイエルン州政府が総辞職し、国家代理官にフランツ・フォン・エップが就任した。

### 採択への道
3月21日、国会議事堂が全焼したために現在のブランデンブルク州に位置するポツダムのフリードリヒ大王の墓所のある衛戍教会で、ヒンデンブルク大統領が列席する盛大な国会開会式が行われた（ポツダムの日）。この日の午後、ナチ党はいわゆる全権委任法、「民族および国家の危難を除去するための法律案」を国家人民党と共同で提出した。
この法律は5条の法律案であるが、内容は議会から立法権を政府に移譲し、ナチ政府の制定した法律は国会・帝国参議院（ライヒスラート）や大統領権限を除けば憲法に背反しても有効とする法律案である。つまり、非常事態を理由にして、為政者の権力濫用を拘束し国民の人権を保証する憲法を骨抜きにし、ナチスに逆らう者に「公益を害する者」というレッテルを貼り、人権を剥奪して弾圧するようなナチ立法を（憲法に反していても）有効とし、選挙を経ていないナチ行政府公務員に立法権まで与える法律案であった。
実質的な憲法修正の内容を持つ本案は、本来は可決には総議員の2/3以上の出席を得た上で、出席議員の2/3以上の賛成を必要とした。ヒトラー与党は過半数の議席を得ていたが、2/3には足りなかった。そこでナチスは連立与党の国家人民党、鉄兜団などの協力で議院運営規則の修正法案を同時に提出していた。この修正案は、委員会や投票に参加しない議員の会議への出席を排除できた上に、排除された欠席議員は全て出席したもの（棄権扱いで、採決の分母から除外）と見なして計算することを可能とするものであった。既にドイツ共産党議員（81議席）は全員が「予防拘禁」、あるいは逃亡・亡命を余儀なくされ、一人も出席できない状態であった。あとは中央党の同意さえ取り付ければ、「円満な採択」が可能な状態となった。
3月22日の午後4時から、ヒトラーと中央党党首ルートヴィヒ・カースの会談がもたれた。カースは執行段階での大統領関与の保証、監視委員会の設置、委任法からの除外項目の画定という三つの条件を提示した。これに対しヒトラーは大統領と自分が対立することはあり得ず、監視委員会は内閣の内に設けると回答し、さらに中央党の支持基盤である教会との関係や教育政策は対象とならないとした上で、州の権限に対する侵害は考えていないと回答した。カースはこの意見を持ち帰り、翌3月23日の午後1時から中央党は法案への対処を決める会議を行った。この席でカースは、反対した場合に「党に対して不愉快な結果」が降りかかるおそれがあるとし、賛成しなくてもナチ党は法によらない手段でその権限を獲得するであろうと述べた。他の議員もおおむね同じ考えであり、党内で行われた事前投票でも、12人もしくは14人の反対者が出るに留まった。中央党は多数決原理をとっていたため、実際の投票では全員が賛成に投票することとなった。

### 採択

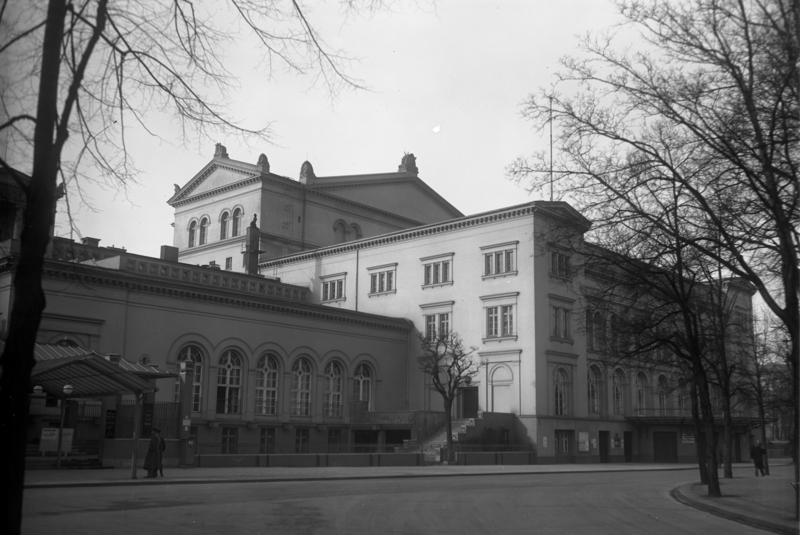
議場となったクロル・オペラハウス

3月23日の昼過ぎ、臨時国会議事堂となったクロル・オペラハウスの周辺を突撃隊・親衛隊が取り囲んだ。演壇の後ろにはハーケンクロイツ旗が掲揚されていた。まず議院運営規則の改正案の審議が行われ、起立多数で採択された。共産党議員の他、26人のドイツ社会民主党議員ならびにドイツ人民党と中央党所属の2議員も逮捕・逃亡・病気などで欠席を余儀なくされた。
ついで全権委任法の審議が始まり、ヒトラーが法案の趣旨説明を行った。ヒトラーは「真の民族共同体建設」のためには、「民族の意志と真の指導の権威が結びついた一つの憲法体制」を作ることが必要であり、全権委任法の制定はそのためであると説明した。また政府の行為に国会の承認を得ることはしないが、必要である場合には同意を求めることもあるとした。さらに国会、帝国参議院の存在と、大統領の地位と権限を保証し、教会に対する政策も変化しないとした。そして最後に「政府は諸君の拒否の表明と、それにともなう抵抗の宣言を受け入れる覚悟を固めるものである。今や戦うか、平和を選ぶかは諸君自らである」と、否決された場合の強行手段を暗示した。これにより、最後まで逡巡していたドイツ国家党の5人も賛成に回ることを決めた。
このあと2時間の休憩が取られ、午後6時過ぎに再開された審議の冒頭、ドイツ社会民主党党首のオットー・ヴェルスがこの日唯一の反対演説を行った。
ヒトラーは即興にしてはきわめて巧みに、ヴェルスの主張を逐一余裕たっぷりに粉砕していった。
その上で、「我々をブルジョアと誤解しないでくれたまえ。ドイツの星は昇りつつあるが、君たちの星は消えかかっている。君たちの弔鐘は鳴りわたったのだ」とまくし立てた。
続いて立った中央党党首カースの演説は自己弁護に終始し、言葉とは裏腹に躊躇いを残したまま下した決定を自分自身に納得させようとする惨めなものに終わった。
この後、バイエルン人民党、ドイツ国家党、キリスト教社会人民運動の賛成演説が続いた。最後に国会議長ゲーリングが「今や、ドイツの頂点に立つのは我々の指導者（Führer）である。もはや、言葉は不要である。今や、行動あるのみである。我々の指導者、ライヒ首相に対し、我々は盲目的な忠誠を捧げ、ドイツの勝利にいたるまで彼に付き従うことを誓うものである」と宣言し、投票にうつった。
| 政党                       | 議席数 | 率    | 賛成投票 | 反対投票 |
| -------------------------- | ------ | ----- | -------- | -------- |
| 国民社会主義ドイツ労働者党 | 288    | 45 %  | 288      | 0        |
| ドイツ国家人民党           | 52     | 8 %   | 52       | 0        |
| 中央党                     | 73     | 11 %  | 72       | 0        |
| バイエルン人民党           | 19     | 3 %   | 19       | 0        |
| ドイツ国家党               | 5      | 0.8 % | 5        | 0        |
| キリスト教社会人民奉仕     | 4      | 0.6 % | 4        | 0        |
| ドイツ人民党               | 2      | 0.3 % | 1        | 0        |
| ドイツ農民党               | 2      | 0.3 % | 2        | 0        |
| ドイツ農民連盟             | 1      | 0.2 % | 1        | 0        |
| ドイツ社会民主党           | 120    | 19 %  | 0        | 94       |
| ドイツ共産党               | 81     | 13 %  | -        | -        |
| 総計                       | 647    | 100 % | 441      | 94       |

採決時、この時点ではまだ共産党議員は議員の資格を保持していたにもかかわらず、議長ゲーリングは議員総数を共産党議員の分を差し引いた「566」と発表した。国会による成立後まもなく開催された帝国参議院でも、この法律は全会一致で承認された。帝国参議院の議員は選出州政府の命令に従うことが定められており、すでに各州政府はナチ党に握られていた。

## 内容
いわゆる全権委任法は全5条からなる。

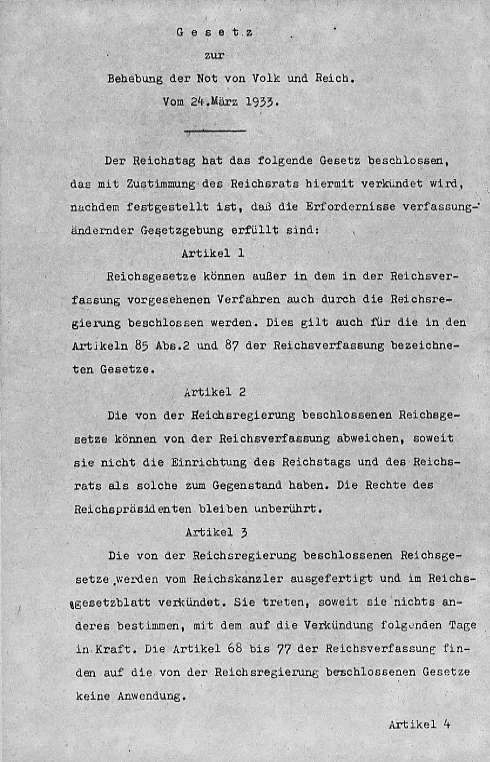
全権委任法の前半

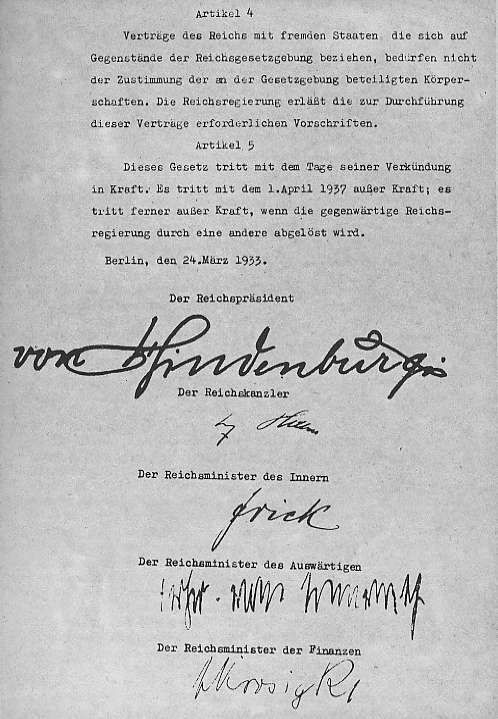
全権委任法の後半
署名は上から
大統領ヒンデンブルク
首相ヒトラー
内務大臣フリック
外務大臣ノイラート
財務大臣クロージック
のもの

前文：国会（ライヒスターク）は以下の法律を議決し、憲法変更的立法の必要の満たされたのを確認した後、帝国参議院の同意を得てここにこれを公布する。
1. ドイツ国の法律は、憲法に規定されている手続き以外に、ドイツ政府によっても制定されうる。本条は憲法第85条第2項および第87条に対しても適用される。
2. ドイツ政府によって制定された法律は、国会および上院の制度そのものに関わるものでない限り、憲法に違反することができる。ただし、大統領の権限はなんら変わることはない。
3. ドイツ政府によって定められた法律は、首相によって作成され、官報を通じて公布される。特殊な規定がない限り、公布の翌日からその効力を有する。憲法第68条から第77条は、政府によって制定された法律の適用を受けない。
4. ドイツ国と外国との条約も、本法の有効期間においては、立法に関わる諸機関の合意を必要としない。政府はこうした条約の履行に必要な法律を発布する。
5. 本法は公布の日をもって発効する。本法は1937年4月1日に失効し、また、現政府が他の政府に交代した場合にも失効する。

要旨をまとめると、以下のようになる。
- 第一条は、立法権を国会に代わって政府（ヒトラー内閣）に与えたものである。
- 第二条は、政府立法が憲法に優越し得る（違背し得る）ことを定めたものである。この条文には国会・帝国参議院・大統領の権限に関する留保事項が存在しているが、法学者ウルリヒ・ショイナー（ドイツ語版）らは留保事項は従来の憲法でなく、将来制定される憲法に基づくものであると解釈し、制限は極めて限定されたものだと解釈している[32]。
- 第三条は、大統領に代わって首相（アドルフ・ヒトラー）が法令認証権を得たことを示す。
- 第四条は、外国との条約を成立させる際、議会の承認が必要ではないことを確認したものである。
- 第五条は、この法律が時限立法であったことを示す。全権委任法の成立には中道政党である中央党の賛成が必要であったが、この規定は中央党が賛成へ傾く一因になった。

またこの法律には、従来の授権法には存在した、国会に対する通告義務、国会による政府措置の破棄権限の条項が存在しないなど、従来の授権法と比べても異質な立法であり、新たな憲法体制への道を開く、暫定憲法ともよべる法律であった。

## 成立後
ヨーゼフ・ゲッベルスが24日の日記に「今や我々は憲法上もライヒ（ドイツ国）の支配者となった」と書いた。またナチ党機関紙『フェルキッシャー・ベオバハター』は「第三ライヒ（第三帝国）」のはじまりであると宣言した。全権委任法はすでにナチ党が手中にしていた権力に合法性を与えるものとなった。これによってヴァイマル共和政は名実ともに崩壊、新たな「憲法体制」（Verfassung）が構築された。制定手続きはヴァイマル憲法の憲法改正手続きに則って行われ、ヒトラーも制定理由を「新たな憲法体制」を作るためと説明している。
当時の法学者カール・シュミットはこの法により、政府が立法権を手中にしただけでなく、憲法違反や新憲法制定を含む無制限の権限が与えられたと説明している。
同法の成立後、ナチ党は他の政党や労働組合を解体に追い込み、同年7月14日には政党新設禁止法を制定、一党独裁体制を確立していく。大統領権限は不可侵であるとされて首相・閣僚任免権や国軍最高指揮権は依然として大統領のヒンデンブルクにあったが、すでに病体であったヒンデンブルクはこれらの措置に対して強い行動を起こさなかった。
1934年1月30日には『ライヒ新構成法』が制定されたが、その第四条には「ライヒ政府は新憲法を制定できる」という条文が定められた。この条文を根拠に政府は全権委任法を超えた措置をも行うようになり、本来ならば憲法改正手続きを行わなければならない帝国参議院（ライヒスラート）の廃止が決定されている。8月2日の『ドイツ国および国民の国家元首に関する法律』発効による大統領職と首相職の統合ならびにヒトラー個人への大統領権限委譲も、この『ライヒ新構成法』第四条を根拠としている。ヒトラーはこれによって完全にドイツの独裁者となった（総統）。8月19日には『ドイツ国および国民の国家元首に関する法律』の条項に賛成するか否かという民族投票が行われた。投票率は95.7％、うち89.9％が賛成票であった。
1937年には全権委任法の期限切れを迎えた。当初関係省庁は「ライヒ立法に関する法律」を制定し、指導者兼首相に立法権が存在するということを明文化しようとした。ヒトラーは当初この案に賛成していたが、「心理学的理由」からこの立法を拒否し、全権委任法の延長で対応することにした。ヒトラーは自らの権限が国会の議決に基づくという形を嫌い、国会による延長法の制定という形をとったものと見られている。1939年にも同様の措置がとられたが、その4年後の1943年には『政府立法に関する指導者命令』（総統命令）によって、全権委任法の権限を今後も政府が行使すると規定された。この措置により全権委任法自体は延長されず失効したものの、その効果は政府が保持し続けることとなった。この命令では「国会がこの措置を批准することを留保する」という文言が存在したが、国会は1942年4月以降開かれず、批准措置はとられなかった。
1945年9月20日、ドイツを占領していた連合国管理理事会はナチス法の廃止に関する管理理事会法第一法律を発し、他のナチス政権下に成立した複数の法律とともに、全権委任法および関連する法令の廃止を宣言した。

## 合法性
この法律が合法的な手段で制定されたという意見は存在しているが、カール・ディートリヒ・ブラッハーは、欺瞞や恐喝による同意の取り付け、左翼議員の逮捕や各州政府の改編は明らかな違法行為であったと指摘している。

## 現代ドイツ基本法への影響
第二次世界大戦後に成立したドイツ連邦共和国（東西統一以前の旧西ドイツ）では、憲法（ドイツ連邦共和国基本法）の国民主権規定を防衛する義務を国民に課し、「戦う民主主義」を基本としている。言論・結社の自由などの天賦人権は保障されているが、民主主義体制の否定、連邦共和国の破壊を目指す政党は自由の名の下に保護される資格がなく禁止される（基本法21条）。また1968年6月24日の改正では、憲法的秩序を除去しようと企てる者に対し、他の救済手段が存在しない場合、すべてのドイツ人は抵抗権を有する（基本法第20条4項）ことが明記されるようになった。